# کاروانسرای گلشن (قزوین)
کاروانسرای گلشن در قزوین، خیابان امام خمینی واقع شده و این اثر در تاریخ ۲۷ دی ۱۳۷۷ با شمارهٔ ثبت ۲۱۸۷ به‌عنوان یکی از آثار ملی ایران به ثبت رسیده‌است.